# دهن الصخر

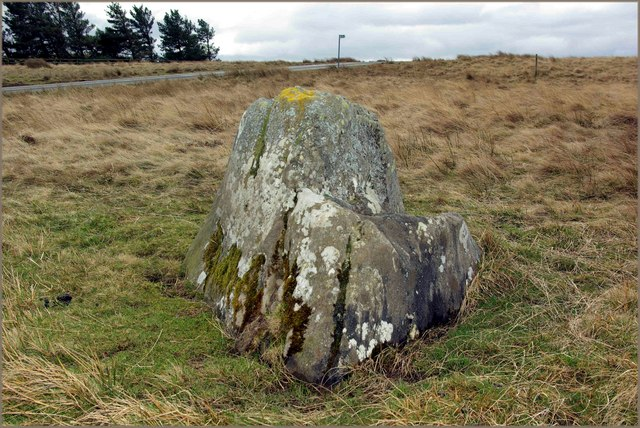

دهن الصخر (يعرف أيضاً باسم دهن الحجر) هو معدن لين يوجد مترسباً على ألواح الشب.
يتكون من شب طبيعي مختلط بصلصال وأكسيد الحديد, على شكل كتل لينة. لونها اصفر يميل إلى البياض, يتكون في التجاويف والشقوق في ألواح الآرجيليت.